# Karbanátek

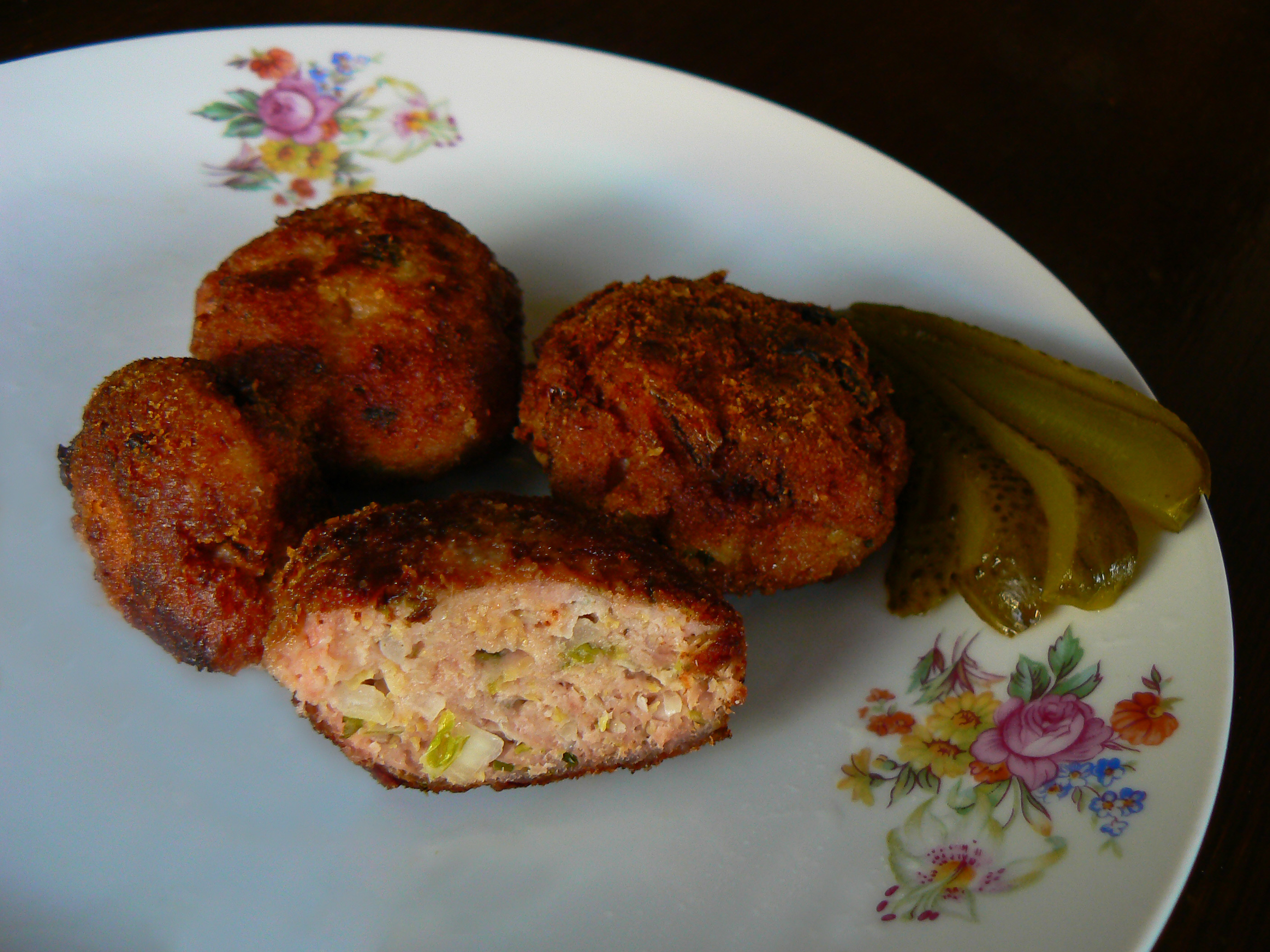
Kapustové karbanátky

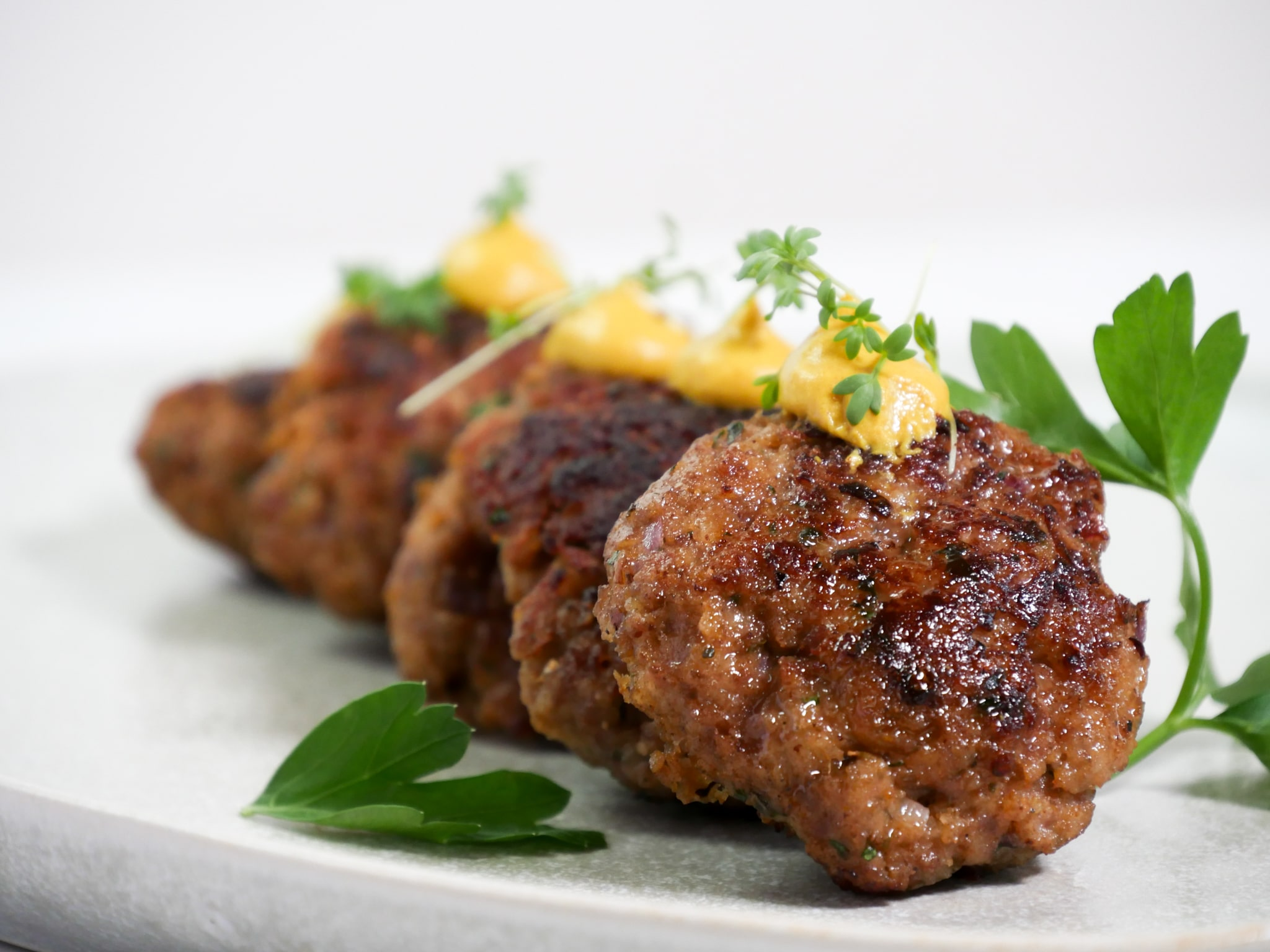
Německé bulleten s hořčicí

Karbanátek, též frikadel, je smažený bochánek z rozemletého masa, typicky doplněného o další ingredience jako je koření, sůl a v mléce rozmáčené pečivo. Může také obsahovat určitý podíl zeleniny, jako například kapustový karbanátek, nebo kousky sýra. Kromě smažení se karbanátky mohou také péct nebo mohou být obalované ve strouhance. Existují také veganské varianty, například z luštěnin, zeleniny, hub, obilnin, vloček nebo například tempehu. Karbanátky a frikadely mohou být chápány jako jedna z podob masových koulí, mezi které bývají řazeny například britské faggots, balkánské čevabčiči a čufty, ruské nebo ukrajinské kotlety, perské kufteh, čínské wanzi nebo japonské cukune. Zároveň mohou být oba pojmy zaměňovány – například o švédských köttbullar se hovoří v češtině jako o masových kuličkách.
České slovo karbanátek vychází z německého nárečního Karbenatl a to zase přes francouzštinu z italského carbonata „maso pečené na uhlí“ Slovo frikadel vychází z německého frikadelle, který je v němčině doložen od 17. století a vychází z italského frittatella „malá omeleta“ a francouzského fricandeau, které označuje typ telecího řízku.

## Česko
V české kuchyni je karbanátek doložen již v kuchařce Magdaleny Dobromily Rettigové v první polovině 19. století. V tomto díle je označován také jako kotletka a je připravován ze sekaného telecího masa, z části zvané karbanátl, okořeněn solí, obalen ve strouhance a osmažen na přepuštěném másle. U Marie Janků-Sandtnerové v první polovině 20. století se karbanátky připravovaly ze směsi sekaného masa: hovězího, vepřového a telecího, z namočené housky, vejce, slaniny, cibule, majoránky, citronové kůry, pepře, soli a byly smaženy na sádle. Jako příloha se servírovala bramborová kaše, dušená mrkev, špenát či čočka. Kuchařka Juliany Anny Fialové a Receptury teplých pokrmů z druhé poloviny 20. století uvádí recept ze směsi mletého hovězího a vepřového masa, pečiva, cibule a vejce. V prvním receptu jsou kořeněny pouze solí a pepřem, v druhém navíc česnekem a majoránkou. Podle všech tří receptů jsou karbanátky obalované.

## Skandinávie
Karbanátky jsou považovány za základní kámen skandinávské kuchyně a souvisí s obecnou oblibou pokrmů z mletého masa, která nastala díky rozšíření mlýnků na maso v 19. století. Dánsky jsou nazývány frikadeller, norsky kjøttkaker „masové bochánky“ a švédsky köttbullar „masové bochánky“. Často jsou připravovány podle specifických rodinných receptů, které jsou zdrojem identity a pýchy, ale v zásadě jsou si karbanátky v celé Skandinávii velmi podobné. Typicky se připravují z vepřového (především v Dánsku), hovězího (především na severu Skandinávie), telecího nebo směsi těchto mas. K dalším ingrediencím patří jemně nakrájená cibule, trocha mléka či vody, vejce, sůl, pepř a případně trocha muškátového oříšku. Existují určité rozdíly ve tvaru a velikosti: ve Švédsku mají velikost golfového míčku, v Norsku slepičího vejce a v Dánsku bývají zploštělé aby se jimi mohli plnit sendviče.
Původ švédských köttbullar, které jsou někdy považovány za národní jídlo, je občas hledán v turecké kuchyni. Například podle Svenska institutet, švédské vládní agentury, jsou založeny na receptu který přivezl král Karel XII. z Turecka na začátku 18. století. Köttbullar s bramborovou kaší s bramborovou kaší, brusinkovým džemem a smetanovou omáčkou podávají také v restauracích řetězce IKEA. Ty jsou připraveny napůl z hovězího a vepřového masa, doplněného o cibuli, česnek, strouhanku, vejce, mléko, sůl a pepř. V roce 2013 v Česku kontrola Státní veterinární správy odhalila že kuličky obsahují deset procent koňského masa, což firma označila za chybu na straně dodavatele. Od roku 2020 jsou v Česku kuličky nabízeny také v bezmasé verzi.